# Klobouky u Brna (zámek)
Zámek Klobouky u Brna se nachází v centru města Klobouky u Brna v okrese Břeclav. Jednokřídlý jednopatrový barokní zámek vznikl přestavbou starší renesanční rezidence zábrdovických premonstrátů. Zámek je chráněn jako kulturní památka.

## Historie
Ves Klobouky patřila od 13. století klášteru premonstrátů v Zábrdovicích. Roku 1589 nechal opat Ambrož vystavět na místě starší tvrze renesanční rezidenci. V první polovině 18. století byla rozšířena a zásadně přestavěna v barokním stylu. Autorem přestavby byl pravděpodobně stavitel Christian Alexander Oedtl. Po zrušení zábrdovického kláštera v roce 1784 připadl zámek náboženskému fondu. V roce 1820 kloboucké panství zakoupili bratři Augustin a Ignác, rytíři z Neuwallu. Ti nechali zámek upravit v klasicistním stylu. Severní, vnitřní průčelí zámku bylo doplněno pavlačemi. Na zámku sídlil vrchnostenský úřad a později správa velkostatku. Ten koupil roku 1881 Josef Duffek z Ostrovačic, který zde žil až do své smrti roku 1922. V roce 1932 zámek zakoupilo od jeho dědiců město Klobouky, které jej nechalo roku 1935 opravit.
V současnosti je v zámku umístěn městský úřad, muzeum, knihovna, advokátní kancelář, televizní studio, kancelář architekta a několik obchodů.

## Popis
Kloboucký zámek je obdélná protáhlá jednopatrová budova, na východě k ní přiléhá kolmo posazené hospodářské křídlo. Přízemí jižního průčelí člení pásová rustika, završená kordonovou římsou. Obdélná okna jsou rámována šambránami, v patře doplněnými zalamovanými nadokenními římsami. V ose jižního průčelí je umístěn vstupní portál se segmentovým záklenkem, po stranách rámovaný pilastry. Průchod do nádvoří je zaklenut valenou klenbou s výsečemi. Také místnosti v přízemí jsou zaklenuty valeně. Místnosti v patře mají plochý strop. K severnímu (vnitřnímu) průčelí přiléhá dřevěná pavlač.

## Galerie

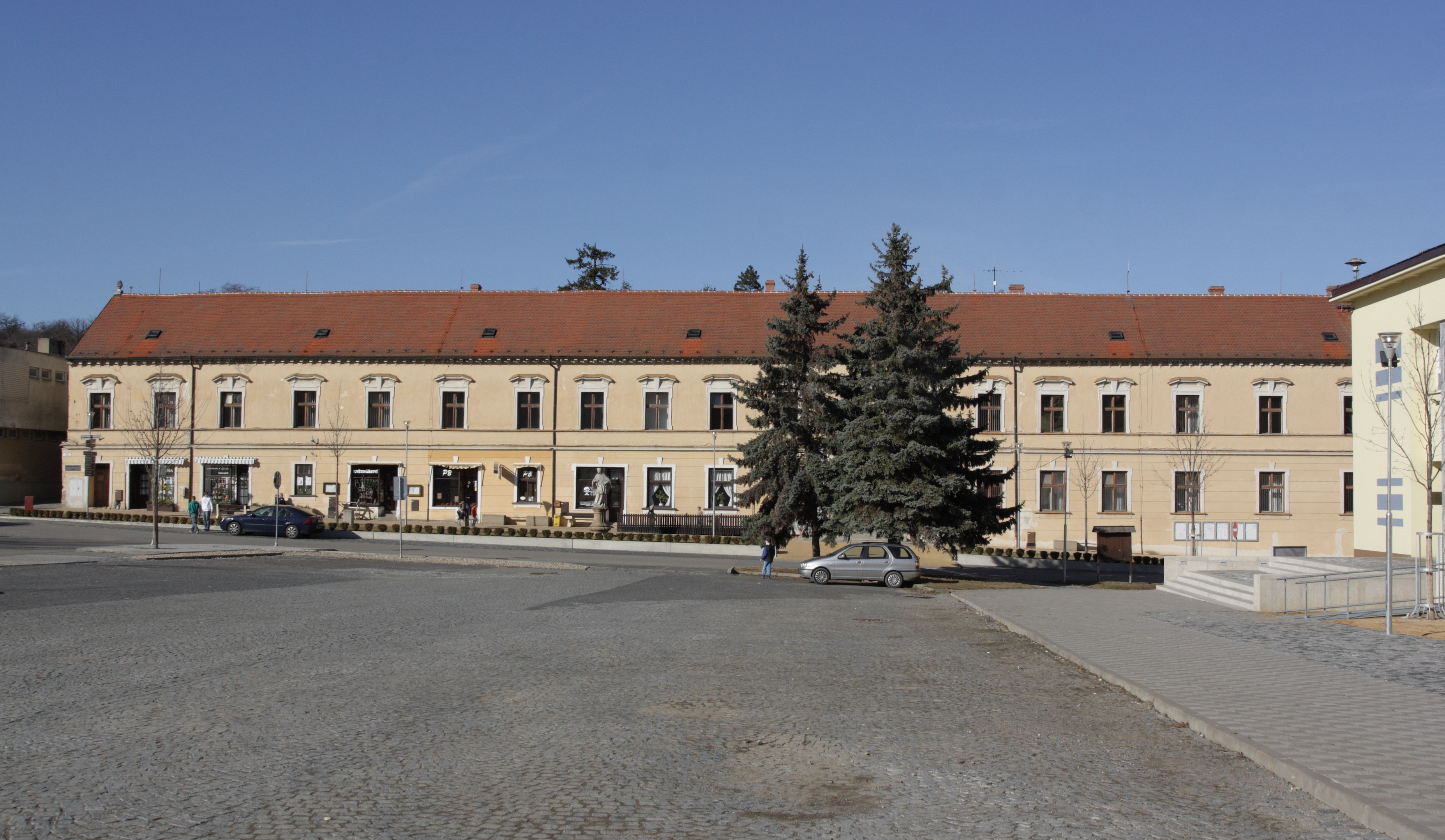
celkový pohled
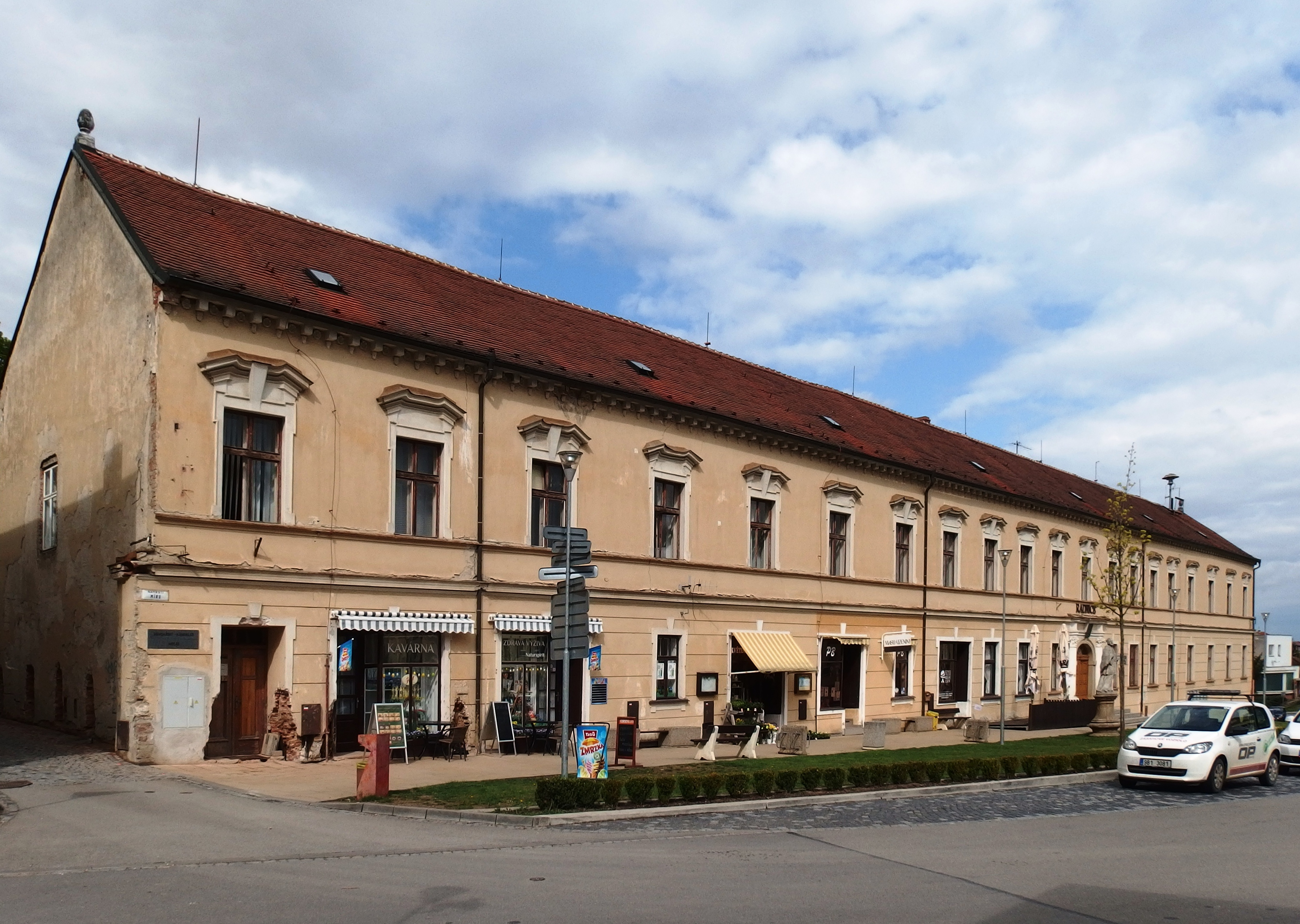
pohled od jihozápadu
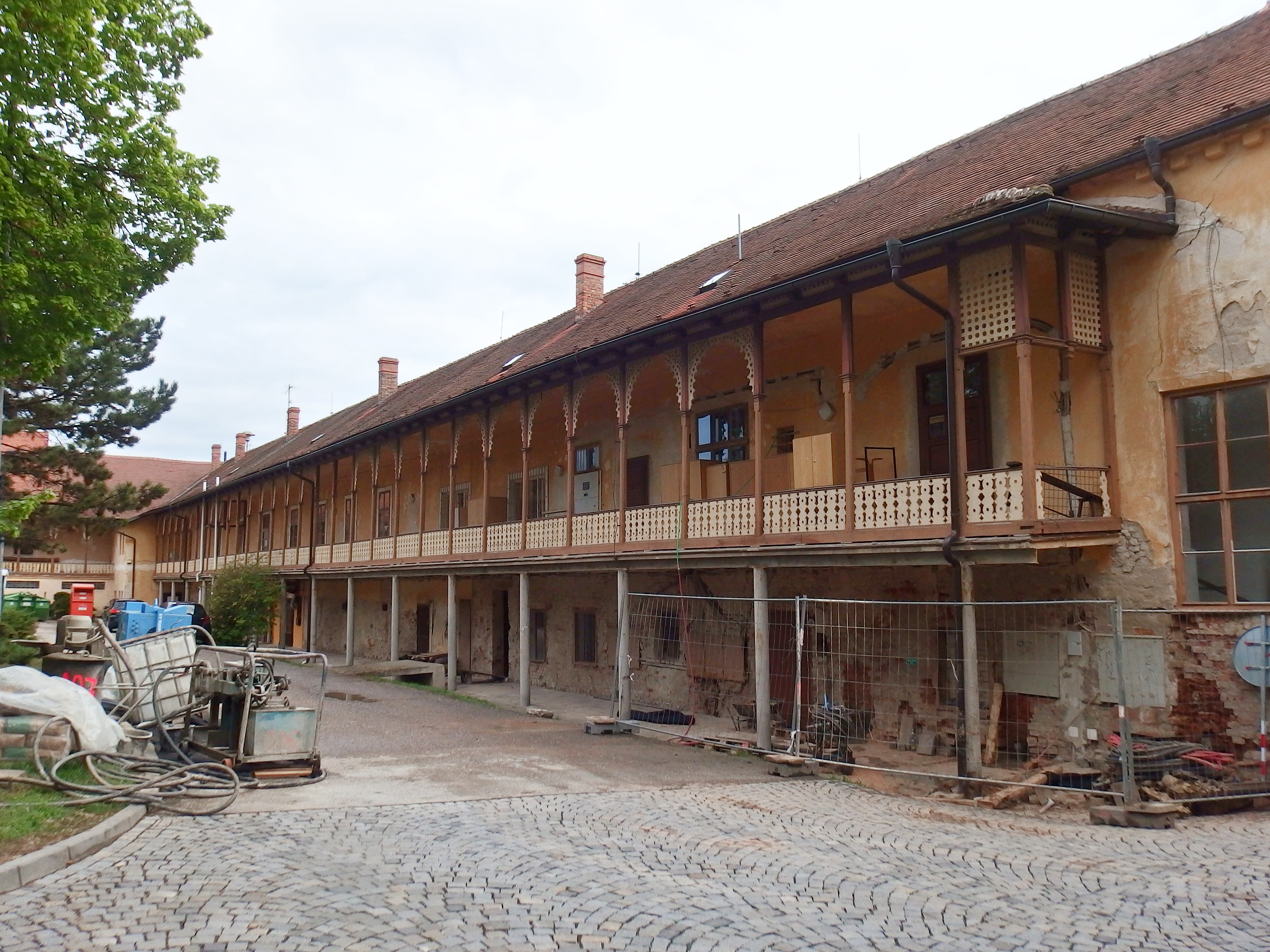
severní strana s pavlačí